# ماریا نامووا
ماریا نامووا (به انگلیسی: Marija Naumova) (زاده ۲۳ ژوئن ۱۹۷۳) خوانندهٔ اهل لتونی است.
او در سال ۲۰۰۲ برنده مسابقه یوروویژن شد.